# Нейдгардты
Нейдгар(д)ты — русский дворянский род австрийского происхождения, внесённый в шестые части родословных книг Московской и Казанской губерний. Иногда фамилия пишется Нейдгарт или Нейгардт.

## Происхождение и история рода
Николас Нейдгардт в конце XVII века выехал в Россию, где поступил на военную службу. В 1703—1713 гг. он служил в Санкт-Петербургском жилом полку, сначала подполковником, а затем полковником.
По-видимому, у него был брат Лоренц (Лаврентий), который известен как военный инженер и геолог (рудознатец). В 1699 он искал медные руды в Казанской губернии (Кунгур), а в 1708 построил в Казани земляную крепость.
И тот, и другой числились «иноземцами» и, вероятно, были лютеранами.
Вплоть до начала XIX в. представители фамилии Нейдгардтов сохраняли своё вероисповедание.

## Известные представители рода
- Нейдгардт, Иван Лаврентьевич (1739—1815) — действительный тайный советник.
  - Павел Иванович (1779—1850) — генерал-майор, участник Наполеоновских войн.
  - Александр Иванович (1784—1845) — генерал от инфантерии, начальник Отдельного Кавказского корпуса.
    - Борис Александрович (1819—1900) — действительный тайный советник, обер-гофмейстер, гвардии полковник, владелец имения Борисовка в Нижегородской губернии и другого в Чистопольском уезде. 
OO   Мария Александровна Талызина, сестра А. А. Талызина.
      - Ольга Борисовна (1859—1944) — супруга премьер-министра П. А. Столыпина.
      - Дмитрий Борисович (1861—1942) — тайный советник, член Государственного совета.
      - Алексей Борисович (1863—1918) — российский политический и государственный деятель, член Государственного совета, причислен к лику святых Русской православной церковью в 2000 году.
      - Анна Борисовна (1868—1939) — супруга министра иностранных дел С. Д. Сазонова.